# Davide Falcioni
Davide Falcioni (ur. 19 maja 1975 w Fano) – włoski piłkarz, grający na pozycji bramkarza.

## Kariera piłkarska
Wychowanek klubów Fano, Fiorentina i Parma. W 1992 rozpoczął karierę piłkarską w drużynie Fano. W 1995 przeszedł do Olbii. W 1996 został zaproszony do Juventusu, ale po roku odszedł do Treviso. Potem występował w klubach Vicenza, Livorno, Cosenza, ponownie Juventus oraz Cosenza, Catania, Real Montecchio, Fano i Pergolese. W 2007 został piłkarzem Vis Pesaro, w którym po roku zakończył karierę piłkarską.

## Sukcesy i odznaczenia

### Sukcesy międzynarodowe
Włochy U-21

### Sukcesy klubowe
Juventus
- mistrz Włoch: 1996/97
- zdobywca Superpucharu UEFA: 1996
- zdobywca Pucharu Interkontynentalnego: 1996